# Бут, Эмили
Эмили Бут (англ. Emily Booth, род. 26 апреля 1976) — английская актриса и телеведущая. Также известна под сценическим псевдонимом Эмили «Буфф» Буффанте.

## Биография
Эмили Бут родилась в Честере, Англия в 1976 году, но выросла в Гастингсе, Восточный Сассекс. Её прадед по отцовской линии построил один из первых кинотеатров в Великобритании в Корнуолле. В настоящее время там размещается гараж, но до сих пор сохранилась табличка на стене. Окончила три курса в Голдсмитском университете.
Будучи студенткой, зарабатывала деньги уличной игрой на скрипке, а также пела в Eurotrash. Раньше она была энергичным защитником прав животных и держит в качестве домашних животных крыс.
Она была соведущией на Channel 4 в утреннем шоу «Большой завтрак», а также представляла на Gameshow игру «Банзай» для канала Е4.

Она была среди гостей в 2009 году на фестивале фантастических фильмов в Манчестере и объявляла результаты кинопремии Delta. Преимущественно снимается в фильмах ужасов. Также запустила шоу на телевидении, посвящённое фильмам ужасов.

## Фильмография
| Год  |     | Русское название              | Оригинальное название               | Роль                |
| ---- | --- | ----------------------------- | ----------------------------------- | ------------------- |
| 1997 | ф   | Сквозь горизонт               | Event Horizon                       | девушка на мониторе |
| 1997 | ф   | Извращелла                    | Pervirella                          | Извращелла          |
| 1998 | в   | Колдовство 10: Повелительница | Witchcraft X: Mistress of the Craft | Линнака             |
| 1999 | с   | —                             | Threesome                           | Ив                  |
| 2000 | ф   | Священная плоть               | Sacred Flesh                        | девушка Уильямса    |
| 2001 | с   | —                             | outTHERE                            | Эден                |
| 2001 | в   | Колыбель кошмаров             | Cradle of Fear                      | Мел                 |
| 2002 | с   | —                             | Blue Review                         | ведущая             |
| 2002 | ф   | Падшие ангелы                 | Fallen Angels                       | Салли Манро         |
| 2002 | кор | Инферно                       | Inferno                             | Лора                |
| 2002 | кор | —                             | Arthurs Amazing Things              | Дениз               |
| 2003 | в   | Девушка-паук                  | Spiderbabe                          | летающая девушка    |
| 2003 | с   | —                             | Shock Movie Massacre                | неизвестно          |
| 2005 | ф   | Пришельцы-завоеватели         | Evil Aliens                         | Мишелль Фокс        |
| 2007 | ф   | Грайндхаус                    | Grindhouse                          | избранная женщина   |
| 2009 | ф   | Попали!                       | Doghouse                            | шкипер              |
| 2011 | ф   | Выродки                       | Inbred                              | Джун                |
| 2011 | ф   | Преподобный                   | The Reverend                        | Трейси              |
| 2012 | ф   | Смерть                        | After Death                         | Хейзел              |
| 2012 | ф   | —                             | Three’s a Shroud                    | неизвестно          |
| 2014 | кор | —                             | Selkie                              | Селки               |
| 2016 | ф   | Сияние крови                  | Blaze of Gory                       | Ли-Энн              |
| 2018 | ф   | —                             | Dead Love                           | Тейбл               |
| 2019 | ф   | —                             | Shed of the Dead                    | Харриет             |